# National Rugby League 1914
La New South Wales Rugby Football League de 1914 fue la séptima temporada del torneo de rugby league más importante de Australia.

## Formato
Los clubes se enfrentaron en una fase regular de todos con todos en condición de local y de visitante, el equipo mejor ubicado al terminar la fase regular se corona campeón del torneo.
Se otorgaron 2 puntos por el triunfo, 1 por el empate y ninguno por la derrota.

## Desarrollo

### Tabla de posiciones
| Pos. | Equipo                  | Encuentros | Encuentros | Encuentros | Encuentros | Tantos | Tantos | Tantos | Puntos |
| Pos. | Equipo                  | PJ         | PG         | PE         | PP         | F      | C      | Dif    | Puntos |
| ---- | ----------------------- | ---------- | ---------- | ---------- | ---------- | ------ | ------ | ------ | ------ |
| 1    | South Sydney            | 14         | 11         | 1          | 2          | 166    | 79     | +87    | 23     |
| 2    | Newtown Jets            | 14         | 11         | 0          | 3          | 185    | 111    | +74    | 22     |
| 3    | Eastern Suburbs         | 14         | 8          | 0          | 6          | 164    | 122    | +42    | 16     |
| 4    | Balmain                 | 14         | 6          | 4          | 4          | 132    | 111    | +21    | 16     |
| 5    | Glebe                   | 14         | 7          | 1          | 6          | 187    | 140    | +47    | 15     |
| 6    | North Sydney Bears      | 14         | 5          | 1          | 8          | 158    | 165    | -7     | 11     |
| 7    | Western Suburbs Magpies | 14         | 3          | 0          | 11         | 104    | 231    | -127   | 6      |
| 8    | Annandale               | 14         | 1          | 1          | 12         | 106    | 243    | -137   | 3      |

|  | Campeón. |

| Bandera de Australia |
| Campeón South Sydney |
| Tercer título        |